# Val d'Aran (Var)
Pour les articles homonymes, voir Aran.
Le val d'Aran (en occitan provençal : lo vau d'Aran norme classique, lou vau d'Aran selon la norme mistralienne) est un grand vallon partiellement boisé qui s'étend entre les communes de Sanary-sur-Mer et de Bandol dans le département du Var.

## Activités
C'est à la fois une zone résidentielle, culturelle (résidences d’artistes et d’écrivains), une zone de loisirs (bowling, jardin exotique et zoo de l'avenue du Pont d'Aran) du côté de Sanary-sur-Mer. Elle est connue pour sa grande zone d'activités (zone d'entreprises du Val d'Aran) du côté de Bandol, à proximité de l'autoroute Toulon-Marseille. 
Elle a fait aussi parler d'elle comme symbole des difficultés de logement sur la zone du littoral provençal (le domaine "du Val d'Aran" Var-Matin 2004).